# 김광수 (1959년)
김광수(金光洙, 1959년 1월 3일~)은 대한민국의 야구 선수 출신 지도자이다. 선수 시절 KBO 리그 OB 베어스에서 내야수로 활동했으며 현재 KBO 리그 롯데 자이언츠의 벤치코치를 맡고 있다.

## 선수 경력

### OB 베어스
1982년에 OB 베어스에 입단했고 1992년까지 내야수로 활동했다. 1988년과 1991년에 도루 부문 2위를 하였다.

## 지도자 경력
1992년에 은퇴한 후 곧바로 코치로 전업했다. 1997년부터 2000년까지 잠시 자리를 비운 것을 제외하면 계속 두산 베어스에서 코치로 있었다.
2011년 6월 당시 감독이었던 김경문이 성적 부진으로 사임하자 감독 대행을 맡아 시즌을 마무리한 후 투수코치였던 김진욱에게 감독직을 넘기고 물러났다. 시즌 직후 대한민국 최초의 독립리그 야구단인 고양 원더스의 수석코치로 부임했다.
고양 원더스가 해체한 후 2015년부터 한화 이글스의 코치로 부임했다. 2017년 5월 당시 한화 이글스의 감독이었던 김성근이 사임하며 감독 대행을 제안받았으나 거절했고, 동반 사퇴했다. 이에 따라 감독 대행은 이상군이 맡았다.
이후에는 오랫동안 야인으로 있다가 2022년 시즌 후 김태형의 부름을 받아 롯데 자이언츠의 벤치코치로 현장에 복귀했다.
2008년 하계 올림픽 국가대표팀 코치로 선임돼 우승을 이끌었고, 2015년 WBSC 프리미어 12 국가대표팀 코치로도 활동했다.

## 개인사
- 손시헌이 2003년에 육성선수로 입단하는데 도움을 줬다.[2]

## 출신 학교
- 서울효제초등학교
- 선린중학교
- 선린상업고등학교
- 건국대학교

## 등번호
- '4' (1982년~1992년)
- '77' (1992년~2017년, 2024년~)

## 통산 기록
| 연도 | 소속   | 타율  | 경기 | 타수 | 득점 | 안타 | 2루타 | 3루타 | 홈런 | 루타 | 타점 | 도루 | 도루실패 | 볼넷 | 4구 | 삼진 | 병살 | 실책 |
| ---- | ------ | ----- | ---- | ---- | ---- | ---- | ----- | ----- | ---- | ---- | ---- | ---- | -------- | ---- | --- | ---- | ---- | ---- |
| 1982 | OB     | 0.272 | 47   | 103  | 10   | 28   | 2     | 0     | 1    | 33   | 14   | 6    | 3        | 11   | 3   | 8    | 2    | 4    |
| 1983 | OB     | 0.223 | 84   | 233  | 17   | 52   | 8     | 2     | 1    | 67   | 23   | 2    | 3        | 14   | 3   | 20   | 7    | 10   |
| 1984 | OB     | 0.265 | 100  | 325  | 38   | 86   | 18    | 2     | 2    | 114  | 21   | 23   | 13       | 27   | 7   | 25   | 8    | 11   |
| 1985 | OB     | 0.255 | 105  | 384  | 57   | 98   | 17    | 0     | 9    | 142  | 40   | 13   | 12       | 44   | 7   | 40   | 10   | 4    |
| 1986 | OB     | 0.248 | 78   | 274  | 39   | 68   | 7     | 3     | 0    | 81   | 25   | 10   | 10       | 37   | 7   | 21   | 4    | 7    |
| 1987 | OB     | 0.243 | 104  | 382  | 52   | 93   | 12    | 0     | 1    | 108  | 41   | 22   | 11       | 54   | 5   | 29   | 11   | 4    |
| 1988 | OB     | 0.262 | 108  | 397  | 63   | 104  | 20    | 1     | 6    | 144  | 40   | 25   | 4        | 48   | 3   | 33   | 13   | 7    |
| 1989 | OB     | 0.220 | 98   | 309  | 30   | 68   | 6     | 3     | 1    | 83   | 25   | 16   | 9        | 43   | 6   | 10   | 7    | 2    |
| 1990 | OB     | 0.266 | 112  | 380  | 47   | 101  | 11    | 1     | 4    | 126  | 30   | 14   | 12       | 48   | 2   | 30   | 7    | 7    |
| 1991 | OB     | 0.226 | 126  | 430  | 53   | 97   | 9     | 0     | 1    | 109  | 30   | 50   | 22       | 43   | 4   | 32   | 13   | 10   |
| 1992 | OB     | 0.267 | 84   | 240  | 28   | 64   | 6     | 1     | 1    | 75   | 17   | 8    | 2        | 24   | 3   | 19   | 6    | 7    |
| 통산 | 11시즌 | 0.248 | 1046 | 3457 | 434  | 859  | 116   | 13    | 27   | 1082 | 306  | 189  | 101      | 393  | 50  | 267  | 88   | 73   |

## 참조
1. ↑  롯데 합류 김광수 코치 "후배 김태형 감독의 제의, 고민 안했죠" - 연합뉴스
2. ↑  두산의 또 다른 힘, 유망주 영입 '네트워크' - OSEN